# دانشگاه مانش

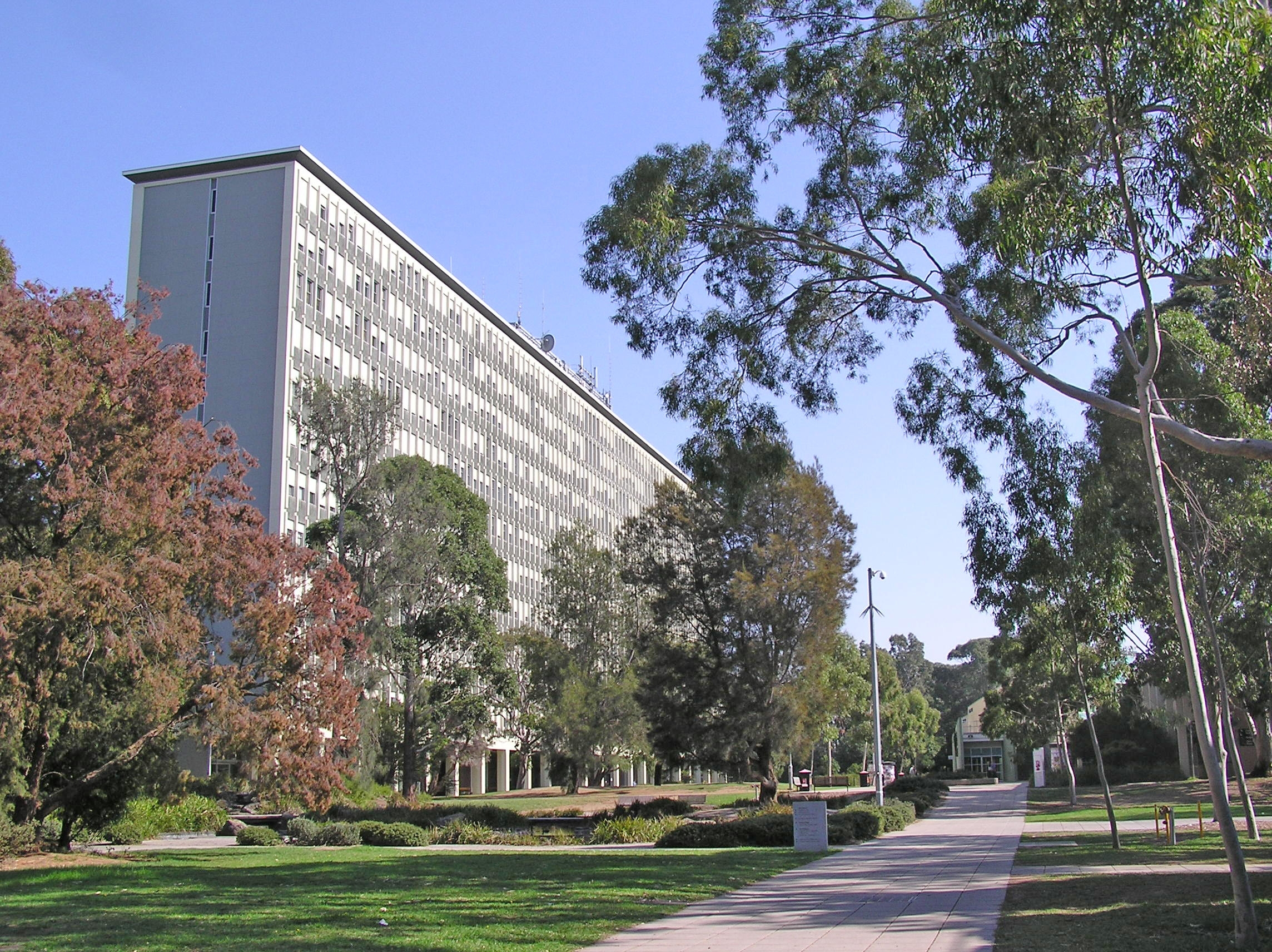
ساختمان رابرت منزیس

دانشگاه مانش (انگلیسی: Monash University; ‎/ˈmɒnæʃ/‎) یک دانشگاه تحقیقاتی دولتی در ملبورن واقع در ایالت ویکتوریا استرالیا است که در سال ۱۹۵۸ میلادی بنیان‌نهاده شده‌است. این مرکز علمی علاوه بر عضویت در گروه ۸ (دانشگاه‌های مطرح استرالیا)، از اعضای انجمن مؤسسات آموزش عالی جنوب شرق آسیا می‌باشد و بیشترین تعداد متقاضی آموزش را در ایالت ویکتوریا به خود اختصاص داده‌است. موناش خانه امکانات پژوهشی بزرگی از جمله سینکروترون استرالیا و مرکز سلول‌های بنیادی استرالیا می‌باشد. این دانشگاه دارای مراکز متعددی بوده که شامل ۵ مرکز در ایالت ویکتوریا (کلایتون، کالفیلد، برویک، پنینسولا، پارکویل) و مراکزی در مالزی، ایتالیا، هند، چین و آفریقای جنوبی می‌باشد.

## رتبه‌بندی
در رتبه‌بندی دانشگاه‌های جهان در سال ۲۰۲۲ که توسط QS صورت گرفته‌است دانشگاه موناش در رتبه، ۵۸ جهان و ششم استرالیا قرار دارد! و براساس رده‌بندی مؤسسه تایمز این دانشگاه در رتبه ۵۷ برترین دانشگاه‌های دنیا قرار دارد.

## پردیس

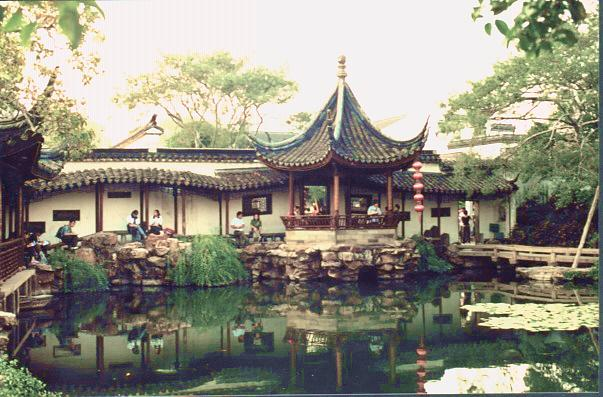
دانشگاه مانش یا موناش

### استرالیا

#### کلایتون (Clayton)
پردیس Clayton مساحتی بیش از ۱٬۱ کیلومتر مربع را پوشش می‌دهد و بزرگترین پردیس دانشگاه مانش است. در این پردیس دانشکده‌های هنر، اقتصاد و کسب و کار، آموزش، مهندسی، فناوری اطلاعات (IT)، حقوق، پزشکی، علوم بهداشت و پرستاری و علوم قرار دارند.

### کالفیلد (Caulfield)
پردیس کالفیلد دومین پردیس بزرگ دانشگاه مانش است. این دانشگاه طیف گسترده‌ای از برنامه‌ها را از طریق دانشکده‌های هنر، طراحی و معماری هنر (MADA)، کسب و کار و اقتصاد، فناوری اطلاعات و پزشکی، علوم بهداشت و پرستاری ارائه می‌دهد.

## دانشجویان برتر
- ریتا پناهی، مقاله نویس ایرانی
- جولیان مک ماهون، بازیگر و مدل استرالیایی

## دانشکده
دانشگاه مانش دارای ۱۰ دانشکده می‌باشد که شامل گروه‌های آموزشی و مراکز پژوهشی هشتند. این دانشکده‌ها عبارتند از
- دانشکده طراحی و معماری (MADA)
- دانشکده هنر
- دانشکده کسب‌وکار و اقتصاد
- دانشکده آموزش و پرورش
- دانشکده مهندسی
- دانشکده فناوری اطلاعات
- دانشکده حقوق
- دانشکده پزشکی، پرستاری و علوم بهداشت
- دانشکده داروسازی و علوم دارویی
- دانشکده علوم

| انتشارات                                         | ۲۰۰۳    | ۲۰۰۴    | ۲۰۰۵    | ۲۰۰۶    | ۲۰۰۷    | ۲۰۰۸    | ۲۰۰۹     | ۲۰۱۰    | ۲۰۱۱     | ۲۰۱۲     | ۲۰۱۳    | ۲۰۱۴    |
| ------------------------------------------------ | ------- | ------- | ------- | ------- | ------- | ------- | -------- | ------- | -------- | -------- | ------- | ------- |
| THE-QS World University Rankings                 |         | ۳۳      | ۳۳      | ۳۸      | ۴۳      | ۴۷      | ۴۵       |         |          |          |         |         |
| Times Higher Education World University Rankings |         |         |         |         |         |         |          | ۱۷۸     | ۱۱۷      | ۹۹       | ۹۱      | ۸۳      |
| QS World University Rankings                     |         |         |         |         |         |         |          | ۶۱      | ۶۰       | ۶۱       | ۶۹      | ۷۰      |
| Shanghai Jiao Tong University                    | ۱۵۲–۲۰۰ | ۲۰۲–۳۰۰ | ۲۰۳–۳۰۰ | ۲۰۱–۳۰۰ | ۲۰۱–۳۰۰ | ۲۰۱–۳۰۲ | ۲۰۱–۳۰۲  | ۱۵۰–۲۰۰ | ۱۵۰–۲۰۰  | ۱۰۱–۱۵۰  | ۱۰۱–۱۵۰ | ۱۰۱–۱۵۰ |
| Newsweek                                         |         |         |         | ۷۳      |         |         |          |         |          |          |         |         |
| Economist Intelligence Unit's MBA rank           |         |         | ۵۹      | ۴۹      | ۴۳      | ۴۷      | ۵۹       | ۵۸      |          |          |         |         |
| Emerging Global Employability University Ranking |         |         |         |         |         |         |          |         | ۴۷       | ۳۲       | ۳۳      |         |
| Webometrics (January, July)                      |         |         |         |         | ۱۴۴     | ۱۰۴     | ۱۱۱، ۱۳۷ | ۹۹، ۱۰۳ | ۱۵۴، ۱۱۸ | ۱۳۳، ۱۰۹ | ۱۲۰     | ۱۰۴     |